# فرامرز ویسی
فرامرز ویسی (زادهٔ ۱۳۳۴ در کرمانشاه - درگذشتهٔ ۱۵ بهمن ۱۳۸۵ در تهران) نویسنده، منتقد ادبی، شاعر و مترجم ایرانی بود. عمده شهرت وی بابت ترجمه‌هایی است که از آثار آنتونیو تابوکی انجام داده‌است.

## زندگی
فرامرز ویسی در سال ۱۳۳۴ در شهر کرمانشاه به دنیا آمد. او در زمینه ترجمه از زبان فرانسه فعالیت می‌کرد و ترجمه‌هایش از آثار آنتونیو تابوکی بود. از آن جمله می‌توان به ترجمه " سستو"،" شبانه هندی"،" دیالوگ‌های اتمام " و" خط افق " اشاره کرد. از دیگر ترجمه‌های او " دلتنگی " نوشته آلبرتو موراویا، " زمانی که من یک اثر هنری بودم " از اریک امانوئل اشمیت، " تغییر" اثر میشل بوتور و مجموعه ای از مقالات موریس بلانشو است. او اشعار شاعران معاصر فرانسوی را به فارسی ترجمه کرد و به معرفی آنان و همچنین ترجمه رمان و نمایشنامه به نقد فیلم نیز پرداخت. نقدهای ویسی از اوایل دهه هفتاد در روزنامه‌ها و نشریات مختلف از جمله مجله فیلم، گزارش فیلم، سینمای نو، ایران جمعه، ابرار، ماهنامه معیار و هفته نامه شهروند کرمانشاه منتشر شد.

## رمان
رمان فرامرز ویسی:
- مارتا

## درگذشت
علت درگذشت فرامرز ویسی بیماری سرطان بود.

## ترجمه‌ها
- سستو نوشته آنتونیو تابوکی
- شبانه هندی نوشته آنتونیو تابوکی
- دیالوگ‌های ناتمام نوشته آنتونیو تابوکی
- والدین وحشتناک نوشته ژان کوکتو
- پیانو نوشته ژان کوکتو
- دلتنگی نوشته آلبرتو موراویا برنده جایزهٔ ادبی ویارجوی ایتالیا
- شعر و سینما نوشته لوئیس بونوئل